# Eugenia verticillata
Eugenia verticillata là một loài thực vật có hoa trong Họ Đào kim nương. Loài này được (Vell.) Angely mô tả khoa học đầu tiên năm 1970.